# Васькино (Вавозький район)
Ва́ськино (рос. Васькино) — присілок у Вавозькому районі Удмуртії, Росія.
Населення — 4 особи (2010; 2 в 2002).
Національний склад (2002):
- удмурти — 50 %
- білоруси — 50 %

Урбаноніми:
- вулиці — Придорожня